# 尾崎宏次
尾崎 宏次（おざき ひろつぐ、1914年11月24日 - 1999年11月9日）は、日本の演劇評論家。
日本文芸家協会、日本演劇協会、国際演劇協会、各会員。(財)国際演劇協会日本支部顧問、(財)都民劇場理事。日本演劇協会理事。

## 人物
東京市日本橋浜町出身。樺太の旧制豊原中学を経て、1937年に東京外国語学校独語科を卒業して都新聞（現東京新聞）に入社し、劇評を担当。
戦後の1946年、復員して東京新聞に復帰し、1954年に退社して、フリーとなる。1966年から20年間にわたって雑誌「悲劇喜劇」の編集に携わる。
1961年には、ベルリン映画祭審査員を務めた。戦後新劇の代表的評論家として新劇界の重鎮であった。一方で、1960年代中期から起きたアングラ演劇・小劇場演劇に対しては批判的または無視の態度を貫いた。日本演劇協会理事、国際演劇協会顧問、都民劇場理事。ドイツ文学の翻訳もある。ロシア文学者の上田進（本名、尾崎義一）は実兄。

## 著書
- 演劇ラジオテレビ映画 偕成社 1955（図説文庫）
- 新聞社 パッカードに乗った森の石松 光文社 1955
- 開幕五分前 生きている演劇論 学風書院 1955
- 映画の俳優 その名声と演技力 同文館 1956（映画の知識シリーズ）
- 新劇の足音 東京創元社 1956
- 演劇はどこにある 三芽書房 1957
- 現代俳優論 白水社 1957
- 日本のサーカス 三芽書房 1958
- 現代演技の話 社会思想研究会出版部（教養文庫） 1960
- 女優の系図 朝日新聞社 1964
- 日本近代劇の創始者たち 第1-2 未來社 1965
- 明日の演劇空間 鹿島研究所出版会 1968（SD選書）
- 戦後演劇の手帖 作家と時代と舞台をめぐって 毎日新聞社 1968 (Core books)
- 演劇における時間 早川書房 1974
- 戦後のある時期 早川書房 1979.3
- 八人の演劇人 早川書房 1984.4
- 蝶蘭の花が咲いたよ 演劇ジャーナリストの回想 影書房 1988.8
- 劇場往還 一葉社 1996.12

## 共編著
- 土方与志 ある先駆者の生涯 茨木憲共著 筑摩書房 1961
- 古い国新しい芸術 訪中日本新劇団の記録 木下順二共編 筑摩書房 1961
- 秋田雨雀日記 全5巻 編集 未來社 1965-1967

## 翻訳
- ドイツの人形芝居 ハインツ・ラーシュ編 新大衆社 1943
- 瀕死の白鳥 アンナ・パヴロヴァ自伝 丹青書房 1943
- パントマイム芸術 マルセル・マルソー、ヘルベルト・イェーリンク対談 未來社 1971（てすぴす叢書）
- 女のいる群像 ハインリヒ・ベル 早川書房 1977.12
- 女曲馬師の死 西洋サーカス史33話 エルンスト・ギュンター 草風館 1997.2
- 夢がたり アルトゥル・シュニッツラー 早川文庫 1999.6